# خوسيه ماريا أوريانا
خوسيه ماريا أوريانا بينتو (11 يوليو 1872 - 26 سبتمبر 1926). كان قائدا سياسيا وعسكريا في غواتيمالا وكان رئيس اركان الرئيس مانويل استرادا كابريرا ورئيس غواتيمالا بين عامي 1921 و1926، بعد الإطاحة المحافظين الرئيس الاتحادي كارلوس هيريرا. خلال فترة حكمه تم تأسيس الكوازال كعملة غواتيمالا. توفي أوريانا بينتو في ظروف مريبة في عام 1926 عن عمر يناهز أربعة وخمسين. ودفن في العاصمة غواتيمالا مع مرتبة الشرف الدولة.